# Гледичия
Gleditsia е род дървета и храсти от семейство Бобови. Съществуват 12 вида в Северна и Южна Америка, Азия. В България се отглежда само 1 вид, пренесен от Америка. Приложение – за жив плет, декоративно растение.

## Видове
- Gleditsia amorphoides
- Gleditsia aquatica
- Gleditsia australis
- Gleditsia caspica
- Gleditsia delavayi
- Gleditsia fera
- Gleditsia ferox
- Gleditsia japonica
- Gleditsia macracantha
- Gleditsia microphylla
- Gleditsia sinensis
- Gleditsia triacanthos
  - Gleditsia triacanthos inermis

## Други
На гледичията е наречена улица в квартал „Христо Смирненски“ в София (Карта).